# 皋兰都督府
皋兰都督府，唐朝羁縻都督府。
贞观二十一年（647年）以回绝浑部置，属燕然都护府。约在今蒙古国土拉河流域。后改为东皋兰州。永徽元年（650年）复为都督府。开元元年（713年）复为东皋兰州，侨治灵州鸣沙县（今宁夏回族自治区中卫市东北鸣沙镇）界。